# Mirzec (gromada)
Mirzec – dawna gromada, czyli najmniejsza jednostka podziału terytorialnego Polskiej Rzeczypospolitej Ludowej w latach 1954–1972.
Gromady, z gromadzkimi radami narodowymi (GRN) jako organami władzy najniższego stopnia na wsi, funkcjonowały od reformy reorganizującej administrację wiejską przeprowadzonej jesienią 1954 do momentu ich zniesienia z dniem 1 stycznia 1973, tym samym wypierając organizację gminną w latach 1954–1972.
Gromadę Mirzec siedzibą GRN w Mircu utworzono – jako jedną z 8759 gromad na obszarze Polski – w powiecie iłżeckim w woj. kieleckim, na mocy uchwały nr 13k/54 WRN w Kielcach z dnia 29 września 1954. W skład jednostki wszedł obszar dotychczasowej gromady Mirzec ze zniesionej gminy Mirzec w tymże powiecie oraz lasy państwowe nadleśnictwa Starachowice (oddziały Nr Nr 65 do 71, 94 do 101, 130 do 137 i 166 do 170). Dla gromady ustalono 16 członków gromadzkiej rady narodowej.
29 lutego 1956 do gromady Mirzec przyłączono oddziały Nr Nr 198–201 nadleśnictwa Starachowice z gromady Wąchock w tymże powiecie.
31 grudnia 1961 do gromady Mirzec przyłączono obszar zniesionej gromady Trębowiec.
1 stycznia 1969 do gromady Mirzec przyłączono wieś Gadka ze zniesionej gromady Gadka oraz wsie Nowy Tychów i Stary Tychów ze zniesionej gromady Ostrożanka.
1 kwietnia 1969 do gromady Mirzec przyłączono wieś Ostrożanka z gromady Jasieniec Iłżecki.
Gromada przetrwała do końca 1972 roku, czyli do kolejnej reformy gminnej. 1 stycznia 1973 w powiecie iłżeckim (9 grudnia 1973 przemianowanym na starachowicki) reaktywowano gminę Mirzec.